# Inuktitut-schrift

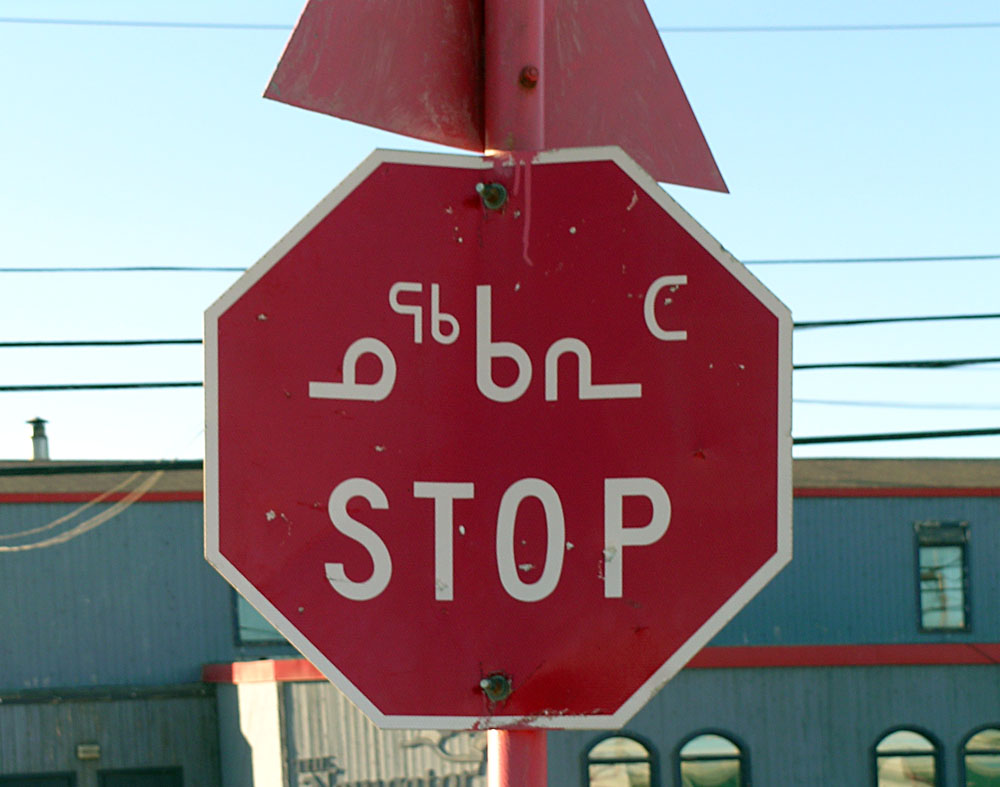
Een stopbord dat in het Engels en Inuktitut staat. Het woord ᓄᖅᑲᕆᑦ wordt uitgesproken als nuqqarit.

Het Inuktitut-schrift (Inuktitut: ᑎᑎᕋᐅᓯᖅ ᓄᑖᖅ of ᖃᓂᐅᔮᖅᐸᐃᑦ) is een schrift (specifiek een abugida) dat gebruikt wordt door de Inuit in het territorium Nunavut en in Nunavik in de provincie Québec. In 1976 maakte de Language Commission of the Inuit Cultural Institute van het Inuktitut-schrift het co-officiële schrift van de Inuittalen, samen met het Latijns schrift.

## Geschiedenis
De eerste aanzetten tot het schrijven van het Inuktitut kwamen van missionarissen van de Evangelische Broedergemeente in Groenland en Labrador, halverwege de 18e eeuw. In de jaren 1870 paste Edmund Peck, een anglicaanse missionaris, het Cree-schrift aan het Inuktitut aan. Andere missionarissen en linguïsten in loonverband bij de Canadese en Amerikaanse overheden zorgden ervoor dat de dialecten van de delta van de Mackenzierivier, de westelijke Canadese Arctische Eilanden en de staat Alaska het Latijns schrift gebruikten.
Het Inuktitut is een variatie van de Canadese inheemse geschriften en kan digitaal gecodeerd worden als men gebruikmaakt van de Unicodestandaard. De Unicodeblock voor de Inuktitut-tekens kan vertaald worden als eengemaakte Canadees-inheemse syllabische tekens.
De medeklinker in de lettergreep kan g, j, k, l, m, n, p, q, r, s, t, v, ng, ł, of afwezig zijn en de klinker kan a, i, u, ai (nu enkel in Nunavik), of afwezig zijn.

## Tabel
Het Inuktitut-schrift (titirausiq nutaaq) wordt vaak voorgesteld als een lettergrepenschrift. De puntjes boven op de letters betekenen dat deze klank verlengd wordt, vertaald naar het Latijns schrift wordt dit gewoon een dubbele klinker.

## Aanpassingen
De Makivik-corporatie breidde het officiële schrift uit om de ai-pai-tai-kolom te herstellen. De vaak voorkomende tweeklank ai werd vroeger meestal voorgesteld door een alleenstaande i achter het teken voor a te plaatsen: ᐃ i. Deze vierde-klinkervariant werd verwijderd in de jaren 1970, zodat het Inuktitut getypt en geprint kon worden met een selectrische typmachine van IBM. De herinvoering hiervan werd mogelijk toen moderner typ- en printgerei niet langer de nadelen van de vroegere typmachines had. De ai-pai-tai-kolom wordt echter enkel in Nunavik gebruikt.

## Variaties
De Inuittalen worden anders geschreven naargelang de locatie. In Groenland, Alaska, Labrador, de Mackenziedelta, de Northwest Territories en in een deel van Nunavut wordt het Latijns schrift gebruikt. In het overgrote deel van Nunavut en in Nunavik (Québec) gebruikt men het Inuktitut-schrift. Dit schrift geniet officiële status in Nunavut, samen met het Latijns schrift, en het wordt tevens gebruikt door de regionale overheid van Kativik van Nunavik.
Omdat de Inuittalen een continuüm van slechts gedeeltelijk onderling verstaanbare dialecten vormen, zijn er over de hele Arctis gezien grote verschillen. Omdat de regio opgesplitst is in verschillende politieke entiteiten en verschillende kerkgemeenschappen (die teruggaan op verschillende missionarissengroepen), kunnen ook de Inuktitutschrijfsystemen onderling sterk verschillen.

### Verdere lezing
- Balt, Peter. Inuktitut Affixes. Rankin Inlet? N.W.T.: s.n, 1978.